# Legio V Alaudae
Legio V Alaudae werd in 52 v.Chr. opgericht door Gaius Iulius Caesar in Gallië. De leden van dit legioen waren Galliërs, dus geen Romeinse staatsburgers. De bijnaam Alaudae (leeuweriken, Gallisch of oud-Nederlands (proto-Germaans) kregen ze omdat hun helm de vorm had van de pluim van een leeuwerik. Voor het deze bijnaam kreeg heette het legioen vermoedelijk Legio V Gallica. Caesar betaalde dit legioen zelf, later kreeg het erkenning van de Senaat. Symbool van dit legioen was de olifant.
Tot 49 v.Chr. vocht het legio V Alaudae in de Gallische Oorlog, erna werden ze verplaatst naar Hispania. Tussen 41 en 31 v.Chr. stonden ze onder het bevel van Marcus Antonius en vermoedelijk vochten ze ook aan zijn zijde in de Slag bij Actium. Na diens nederlaag werden ze in 30 v.Chr. opgenomen in de rangen van Augustus.

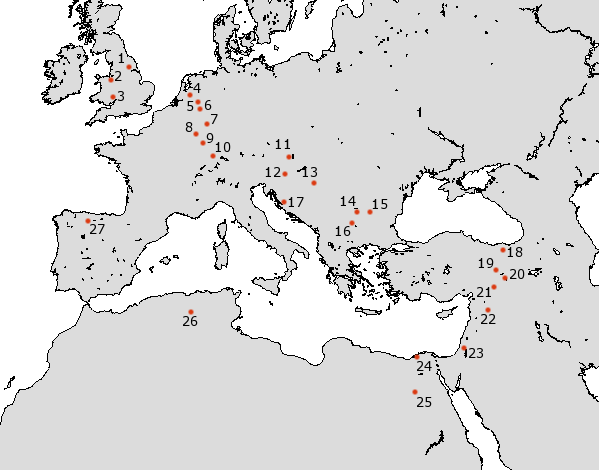
Situering van Legio V Alaudae (16) in 80.

Het is niet zeker of dit legioen, of een ander Legio V, bij de nederlaag van Marcus Lollius omstreeks 16 v.Chr. haar aquila heeft verloren. Na de vernietiging van drie Romeinse legioenen tijdens de Slag bij het Teutoburgerwoud werd het Legio V Alaudae samen met het Legio XXI Rapax in Castra Vetera (Xanten) gestationeerd. Ze zouden in opstand komen tegen hun aanvoerder Germanicus toen ze het bericht van Augustus' overlijden vernamen. Na met veel moeite de legioenen tot rust te hebben gebracht, ondernam Germanicus een relatief succesvolle veldtocht in Germania. Op 14 april 69 vocht het legio V Alaudae mee aan de zijde van Vitellius tegen Otho in de Eerste Slag bij Bedriacum.
Tijdens de Bataafse opstand leed het legioen zware verliezen.
In het jaar 86 ging Legio V Alaudae ten onder. Samen met haar commandant, de pretoriaanse prefect Cornelius Fuscus werd het legioen tijdens de eerste slag bij Tapae vernietigd door de Daciërs.

## Verder lezen
- Brian W. Jones, The Emperor Domitian, London, ISBN 0-415-10195-6
- J.B. Campbell, art. Legio, in NP7 (1999), klm. 7-22.
- https://web.archive.org/web/20150426044251/http://www.livius.org/le-lh/legio/v_alaudae.html
- E. Ritterling, art. Legio V Alaudae, in RE XII (1925), coll. 1564-1571. (vertaald naar het Engels door Alexandr Kolouch)